# Anthrax koshunensis
Anthrax koshunensis är en tvåvingeart som beskrevs av Matsumura 1916. Anthrax koshunensis ingår i släktet Anthrax och familjen svävflugor. Inga underarter finns listade i Catalogue of Life.